# Françoise Abraham
Pour les articles homonymes, voir Abraham (homonymie).
Françoise Abraham est une danseuse, sculptrice et artiste peintre française née le 3 janvier 1962 à Châtenay-Malabry.
Elle travaille à Verrières-le-Buisson.

## Biographie

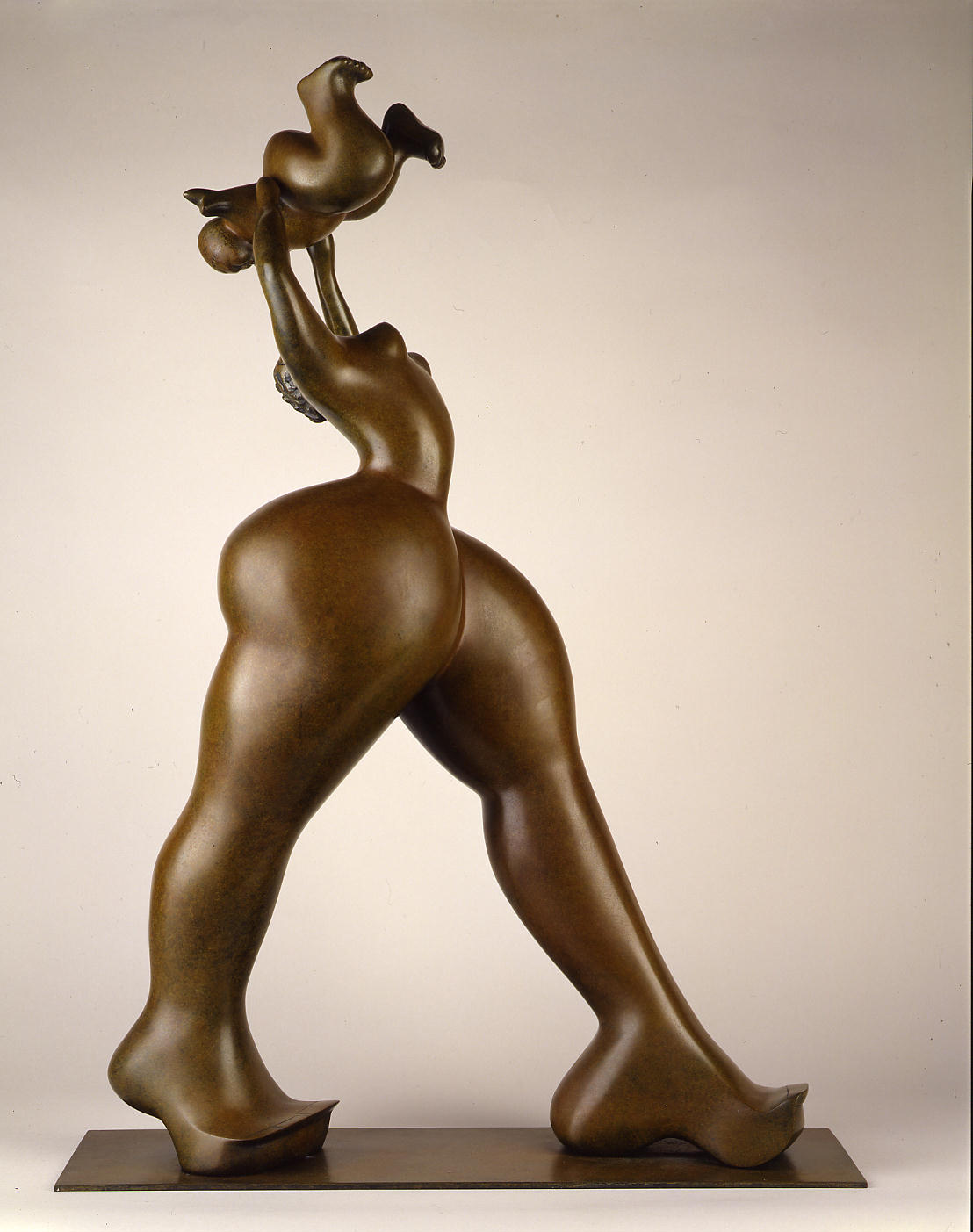
Adoration, bronze 78x46x19cm.

D'ascendance polonaise — son grand-père, industriel dans le plastique, a disparu en déportation au cours de la Seconde Guerre mondiale —, Françoise Abraham est éduquée dans une culture mélomane, en particulier grâce à son père, ingénieur en électronique pratiquant le violon. Elle s'oriente vers la danse dès sa jeune enfance et est remarquée par Daniel Franck qui l'invite régulièrement à venir la pratiquer au Studio Wacker où elle côtoie Patrick Dupond, Noëlla Pontois, Roland Petit et Zizi Jeanmaire.
Depuis 1973 jusqu'à son obtention du baccalauréat, ses études au lycée Racine de Paris demeurent étroitement liées à la danse. Elle délaisse cependant le classique et s'oriente vers la danse contemporaine à partir de 1978, d'abord chez Peter Goss puis avec Redha, Régine Chopinot, Michel Casertat, les Ballets Jazz de Paris.

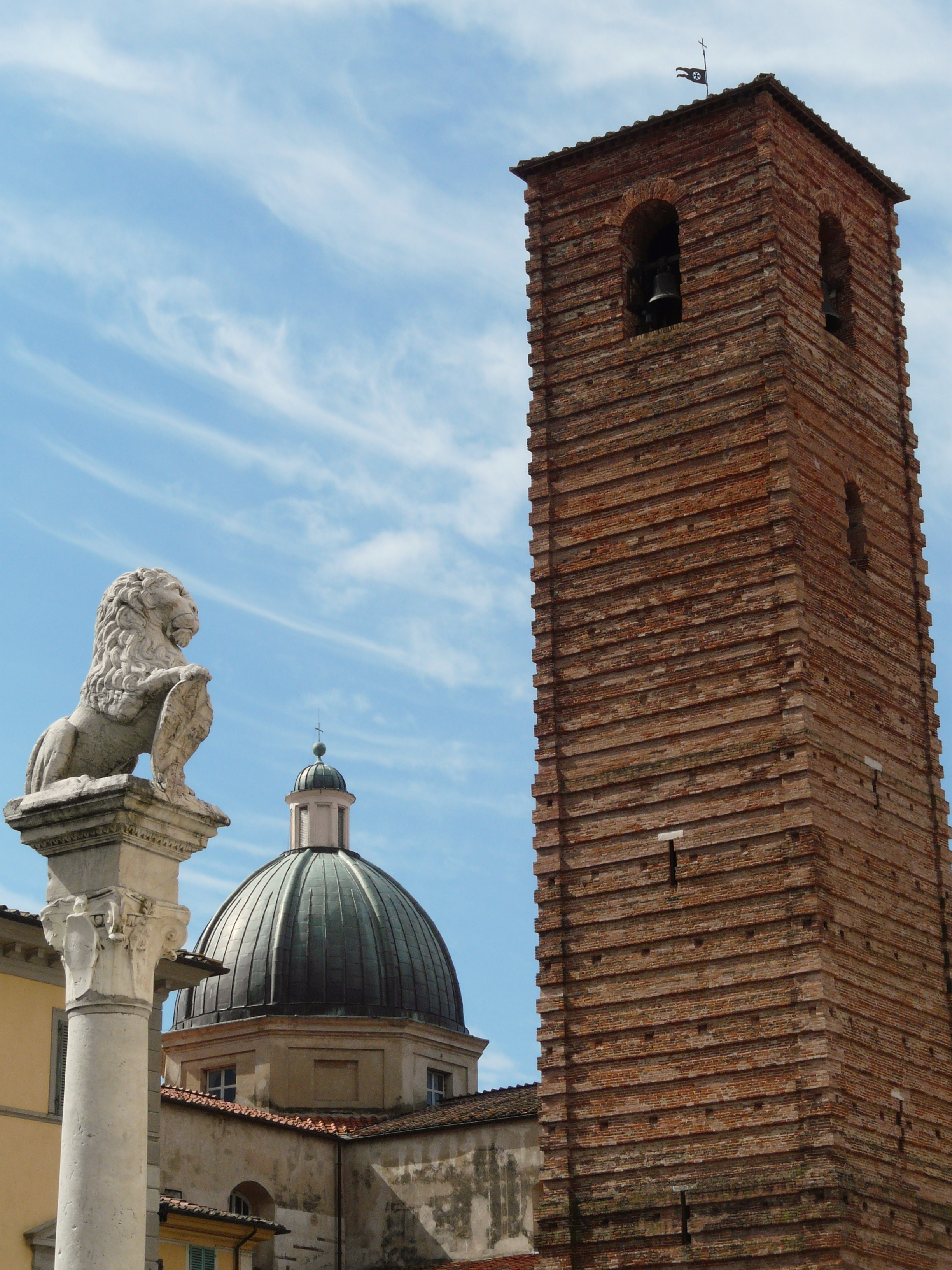
Pietrasanta.

Glissant de la danse à la conception des costumes, à l'élaboration des décors, au design, enfin à la sculpture, c'est auprès de Maurizio Toffoletti qu'elle commence l'apprentissage de la taille du marbre. Elle délaisse totalement la danse pour se consacrer à la sculpture en 1994, se familiarisant avec les techniques du marbre en séjournant en Italie dans un atelier de sculpture de Pietrasanta. Mettant au point ensuite elle-même sa propre technique de la résine en couleur, elle restitue : « la danse était pour moi vitale, mais, en visitant les musées et en voyant les sculptures exposées, j'ai eu un vrai déclic et ai ressenti le besoin  de la taille du marbre. Danse et sculpture sont deux disciplines très proches où l'on travaille la matière et le corps dans l'espace ».
Le magazine Maison et Jardin se demande si Françoise Abraham incarne la folie consumériste à elle seule ou si, au contraire, elle la dénonce : « d'un bout à l'autre de la planète, les Femmes sculptées dans l'énergie de l'instant par Françoise Abraham captent le regard, attirent par leur frivolité et enseignent une double lecture ».

## Expositions

### Expositions personnelles
- Art passion Gallery, Montpellier, 2005.
- Centre culturel d'Avon (Seine-et-Marne), 2005.
- Galerie Modus, Paris, 2005.
- Galerie Daudet, Toulouse, 2007.
- La femme pressée, résine monumentale 230x195x82cm (hall B) et Femmes callipyges, bronzes et résines (hall A), aéroport de Bordeaux-Mérignac (partenariat Chambre de commerce et d'industrie et la Galerie rouge, Bordeaux), juin-septembre 2007[3].
- Galerie Neel, Cannes, 2008.
- Galerie Terre des arts, Paris, 2008, février-mars 2012.
- Galerie Bernard Mourier, Saint-Rémy-de-Provence, 2009.
- Galerie Smelik & Stokking, La Haye, 2010.
- Opera Gallery, Séoul, avril 2011.
- Galerie Art et espace, aéroport de Toulouse-Blagnac, avril-mai 2011[4].
- Les Parisiennes, Galerie Vivendi, place des Vosges, Paris, avril 2014[5],[6].
- Galerie Marciano, Paris, 2016.
- Espace Bédu, Milly-la-Forêt, octobre 2017[7].
- Galerie Jean-Luc Moreau, Lille, 2016, 2018.

### Expositions collectives

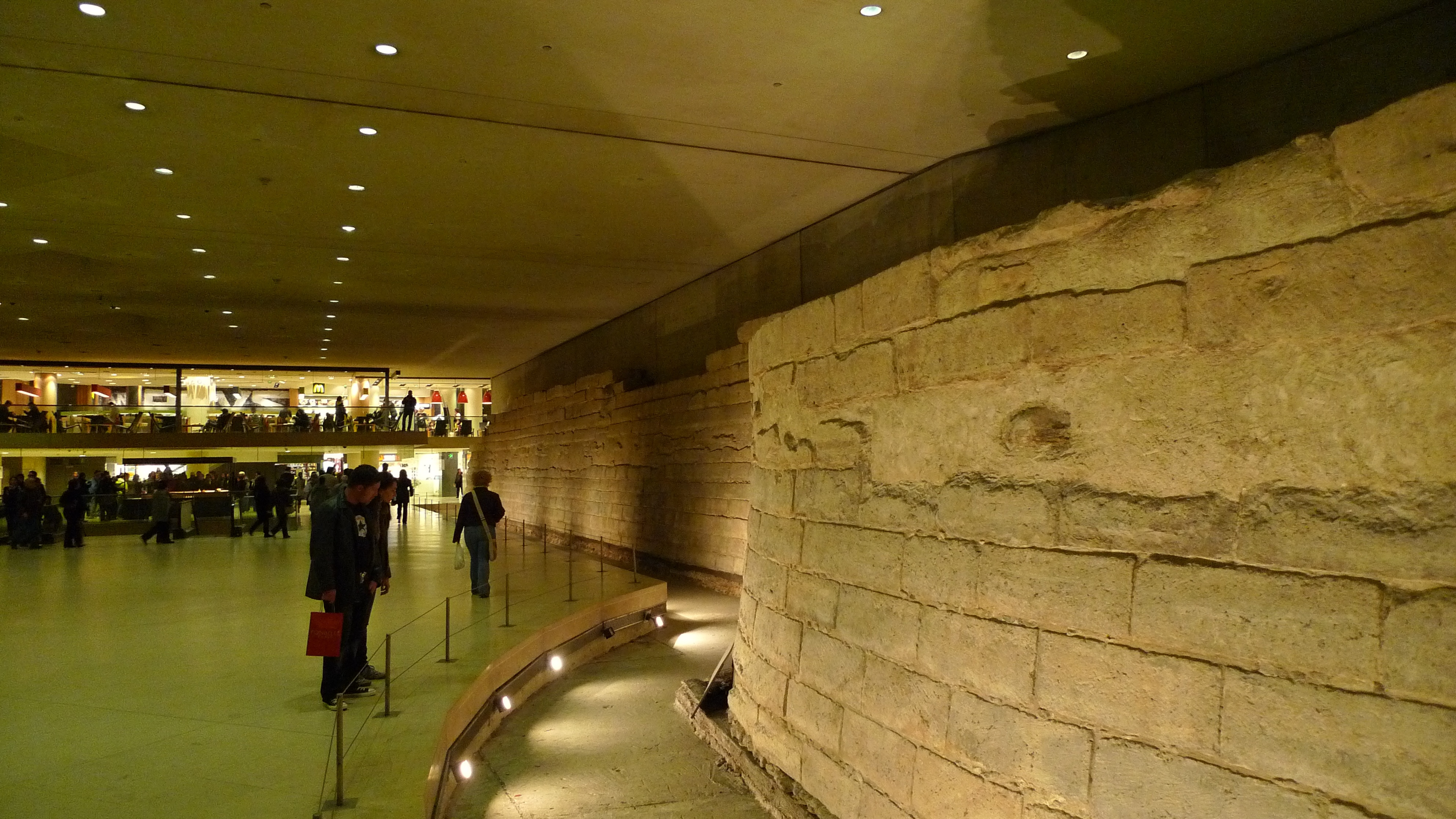
Carrousel du Louvre.

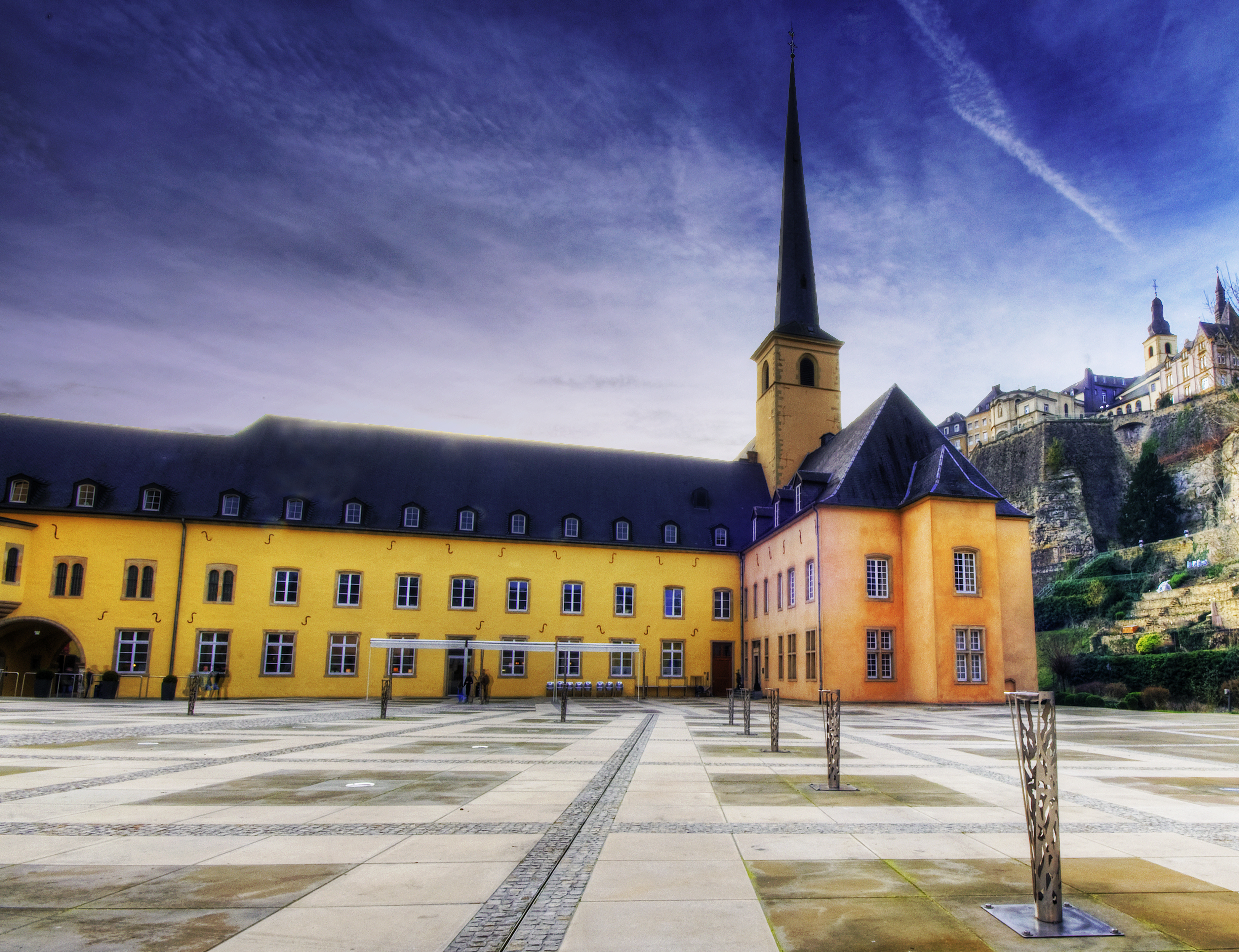
Centre culturel de rencontre de l'abbaye de Neumünster.

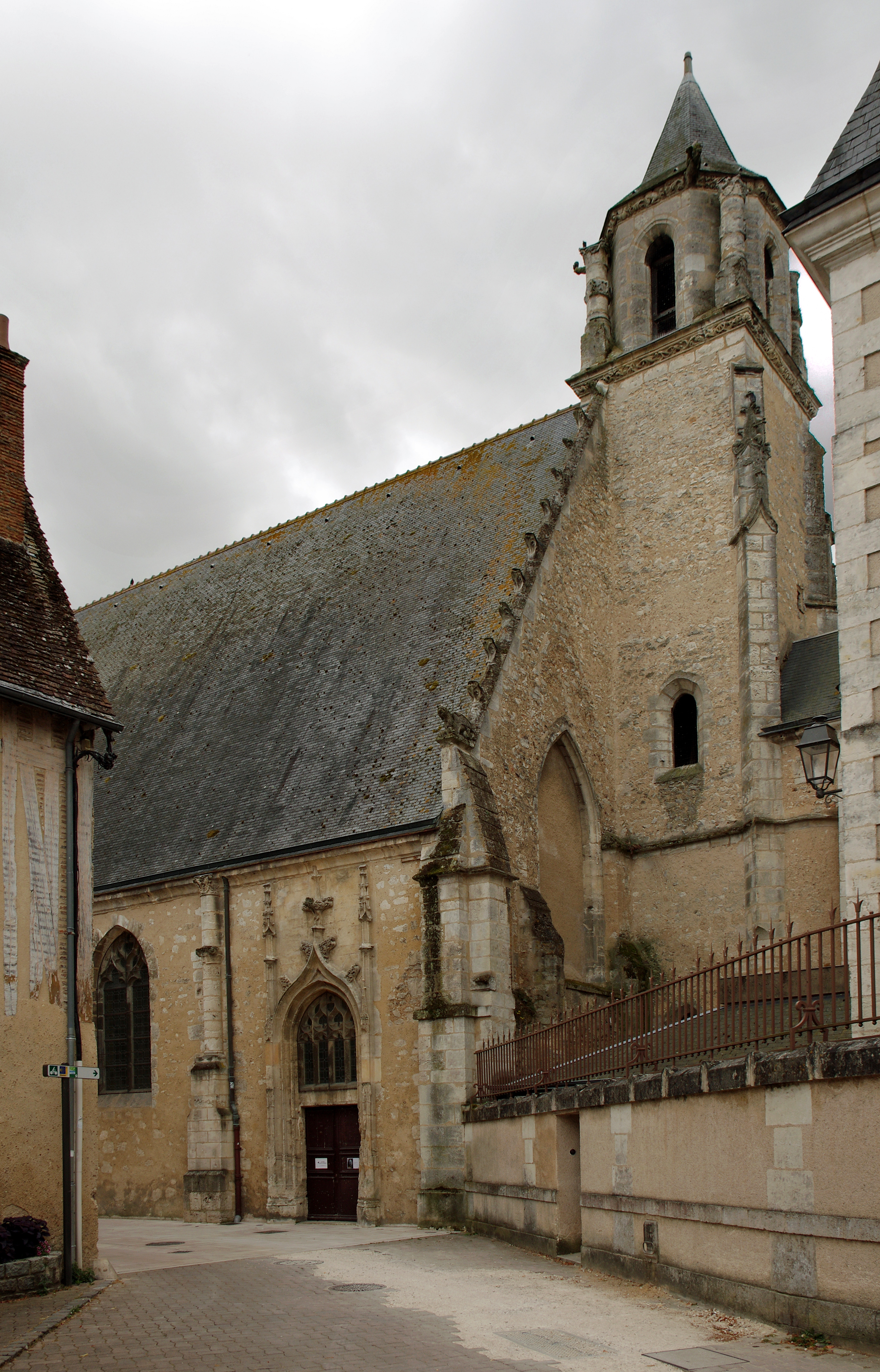
Chapelle Saint-Jacques, Vendôme.

- Salon d'automne, Paris, de 1997 à 2008.
- Salon de printemps, le Colombier, Verrières-le-Buisson, 1998, 1999, mars-avril 2003 (Françoise Abraham, invitée d'honneur[8]), 2006, 2018.
- Salon d'Orgon, Aix-en-Provence, 1998.
- Salon des arts de Massy, 1998.
- Salon de Maurepas, 1998.
- Salon international d'art contemporain, Marseille, 1998, 2003.
- Formes et couleurs, Vélizy, 1999.
- Salon des arts de Versailles, 1999.
- Salon de Garches, 1999.
- Salon international de Genève, 2000.
- Art Expo, New York, 2001, 2003.
- Art Palm Spring, Miami, 2001, 2004, 2005.
- Kunstrai Art Amsterdam (stand Galerie Smelik & Stokking, La Haye), 2002.
- Printemps des arts, Orléans (Françoise Abraham, invitée d'honneur), 2003.
- Rencontres d'art contemporain de Calvi, 2003, 2010.
- Sofa, Chicago, 2003, 2004, 2005, 2008.
- International Art & Design Fair, New York, 2004, 2005, 2006, 2007, 2008, 2009.
- Foire internationale de Canton (Chine), 2005.
- Salon de la Société nationale des beaux-arts, Paris, Carrousel du Louvre, 2008, 2009, 2010, 2011, 2012.
- Villa Bellartea, Anglet, septembre-octobre 2008[9].
- Salon Violet, Paris, 2008, 2009, 2011, 2012.
- 40e Salon des arts de Cholet (Françoise Abraham, invitée d'honneur), 2009.
- Remp'Arts, Langres, 2009.
- Salon de peinture et sculpture, Neuville-sur-Oise, 2009.
- Anne Pourny, Françoise Abraham, Carré des Coignard, Nogent-sur-Marne, avril-mai 2010.
- Roland Cat, Françoise Abraham, Galerie Terre des arts, Paris, novembre 2010[10].
- Printemps 2011 - Rencontre nationale des peintres et sculpteurs contemporains, salle Martin-Studer, Burnhaupt-le-Haut, avril 2011[11].
- 87e Salon d'art, Fontenay-le-Fleury (Françoise Abraham, invitée d'honneur), octobre 2011[12].
- Salon européen d'art contemporain, Saint-Brisson-sur-Loire, 2012[13].
- Sylvie Demay, Françoise Abraham, Espace de la Calende, Rouen, mai-juin 2013[14].
- L'art au château, atelier Saint-Jean, Chalon-sur-Saône (Françoise Abraham, invitée d'honneur), août 2013[15].
- Salon Art Expo, Ballancourt-sur-Essonne, novembre-décembre 2013 (Françoise Abraham, invitée d'honneur)[16], 2017.
- Beyond Wonderland - Françoise Abraham, Jean-François Larrieu, Tolla, Opera Gallery, Séoul, mars-avril 2012[17].
- Couleurs et volumes, Buc (Yvelines) (Françoise Abraham, invitée d'honneur), 2015.
- Françoise Abraham, Françoise Hannequin, Bernard Leriqque, Manuel Rubalo, La Maison du vin, Thoré-la-Rochette, septembre 2015[18].
- 58e Salon des peintres du bocage normand, Flers-de-l'Orne (Françoise Abraham, invitée d'honneur), novembre 2015[19],[20].
- Robert Zieba, Françoise Abraham, chapelle de l'Ochsenfeld, Cernay, décembre 2015.
- 54e Salon grands formats peinture et sculpture, Parc de Villeroy, Mennecy, mars 2016[21].
- Talents de femmes - 2e Salon de la création féminine, l'Aronde, Riedisheim (Françoise Abraham, marraine de l'exposition), juin 2016.
- Festival Armen, Saint-Tropez, 2016.
- 8e Salon automnal de peinture et de sculpture, salle Corentin-Ansquer, Rouxmesnil-Bouteilles (Françoise Abraham, invitée d'honneur), novembre 2016[22].
- Elles au Centre, Galerie Rive mauve, Meung-sur-Loire, mars-avril 2017[23].
- Musée de Milly-la-Forêt (Françoise Abraham, invitée d'honneur), 2017.
- 5e Salon de sculpture, espace Prévert, La Garnache, novembre 2017[24].
- 25e Salon international des arts et peinture des Lions Clubs, palais d'Auron, Bourges (Françoise Abraham, invitée d'honneur), mars-avril 2018[25].
- 49e Salon artistique de Sainte-Maure-de-Touraine (Françoise Abraham, invitée d'honneur), septembre 2018[26].
- Dillinger Art Summer, Dillinger Kunsthalle, Dillingen (Sarre), octobre 2018[27].
- Elles - Femmes artistes : Katazyna Kot-Bach, Dganit Blechner, Françoise Abraham, Centre culturel de rencontre de l'abbaye de Neumünster, Luxembourg, avril 2019[28].
- Salon des grandes signatures, chapelle Saint-Jacques, Vendôme, avril 2019[29].
- Salon Sm'Art Aix, Aix-en-Provence, mai 2019[30].
- Françoise Abraham, David Tollmann, Casino 2000, Mondorf-les-Bains, octobre-novembre 2019[31].
- 56e Salon de l'expression artistique rosnéenne, Fabrique artistique et numérique, Rosny-sous-Bois (Françoise Abraham, invitée d'honneur), novembre-décembre 2019[32].
- Lausanne Art Fair, stand Ruth Gallery, Bertrange (Luxembourg), Lausanne, avril-mai 2020[33].

## Citations

### Dits de Françoise Abraham

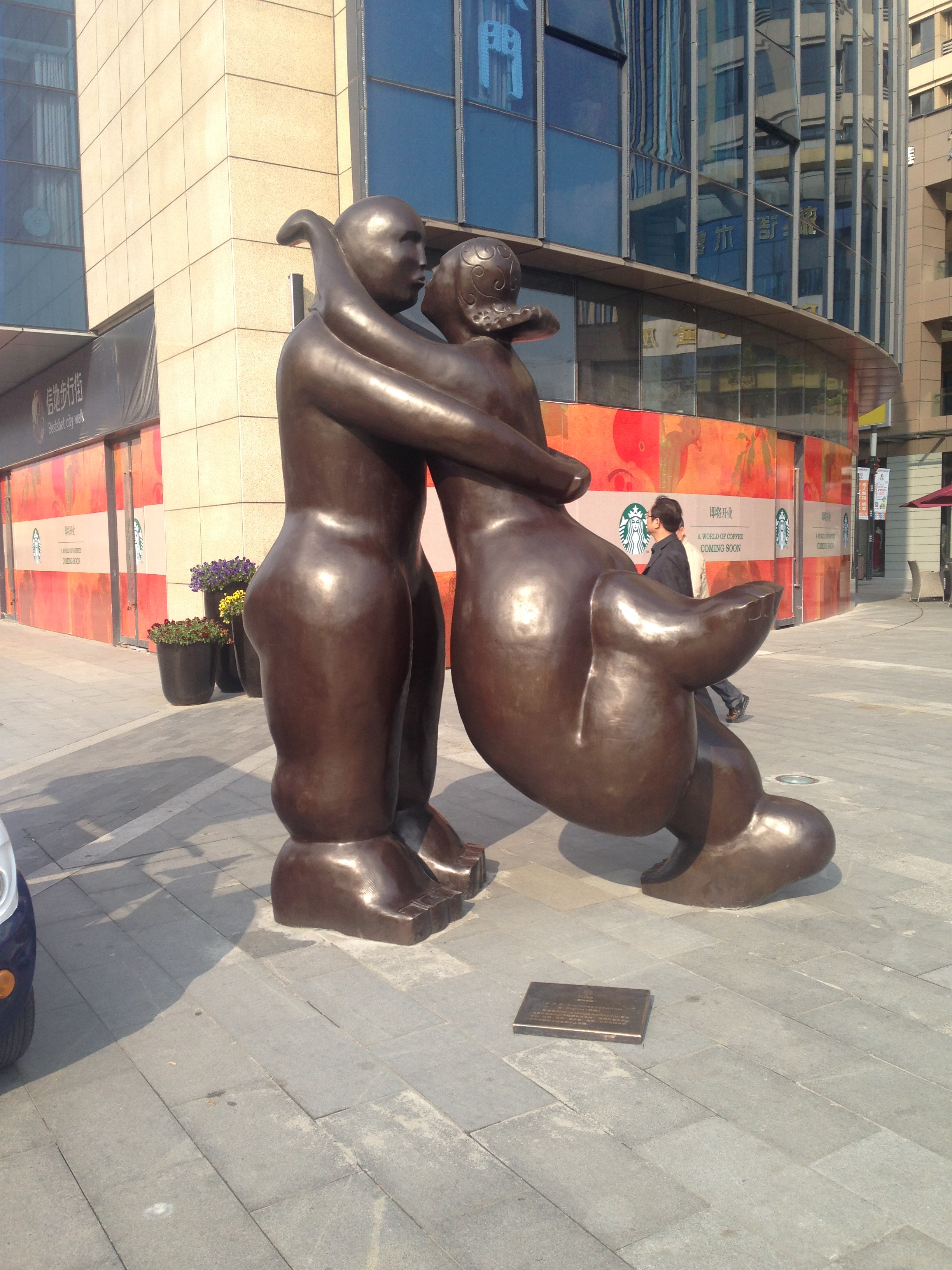
Hefei (Chine).

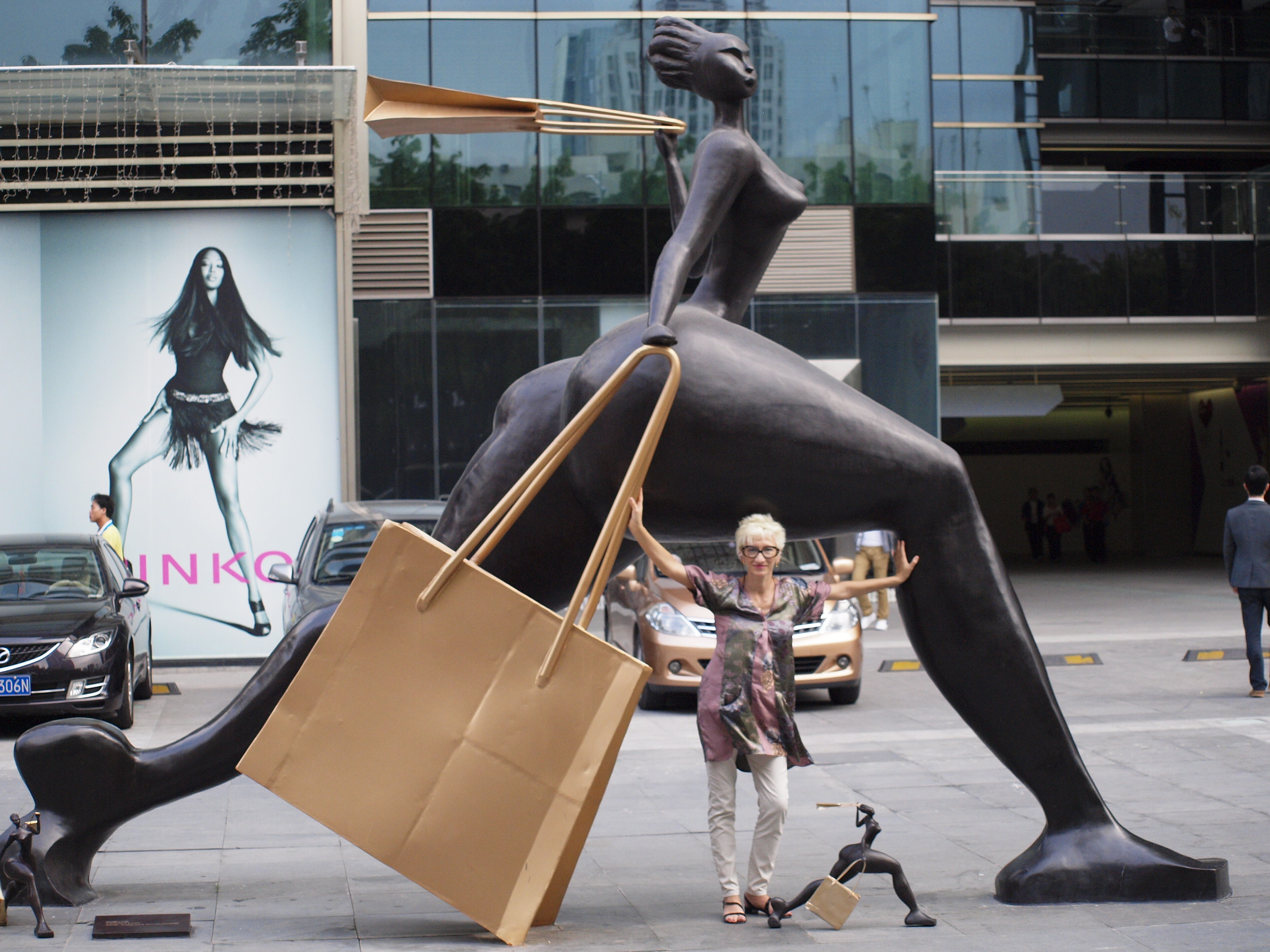
Shenzhen (Chine).

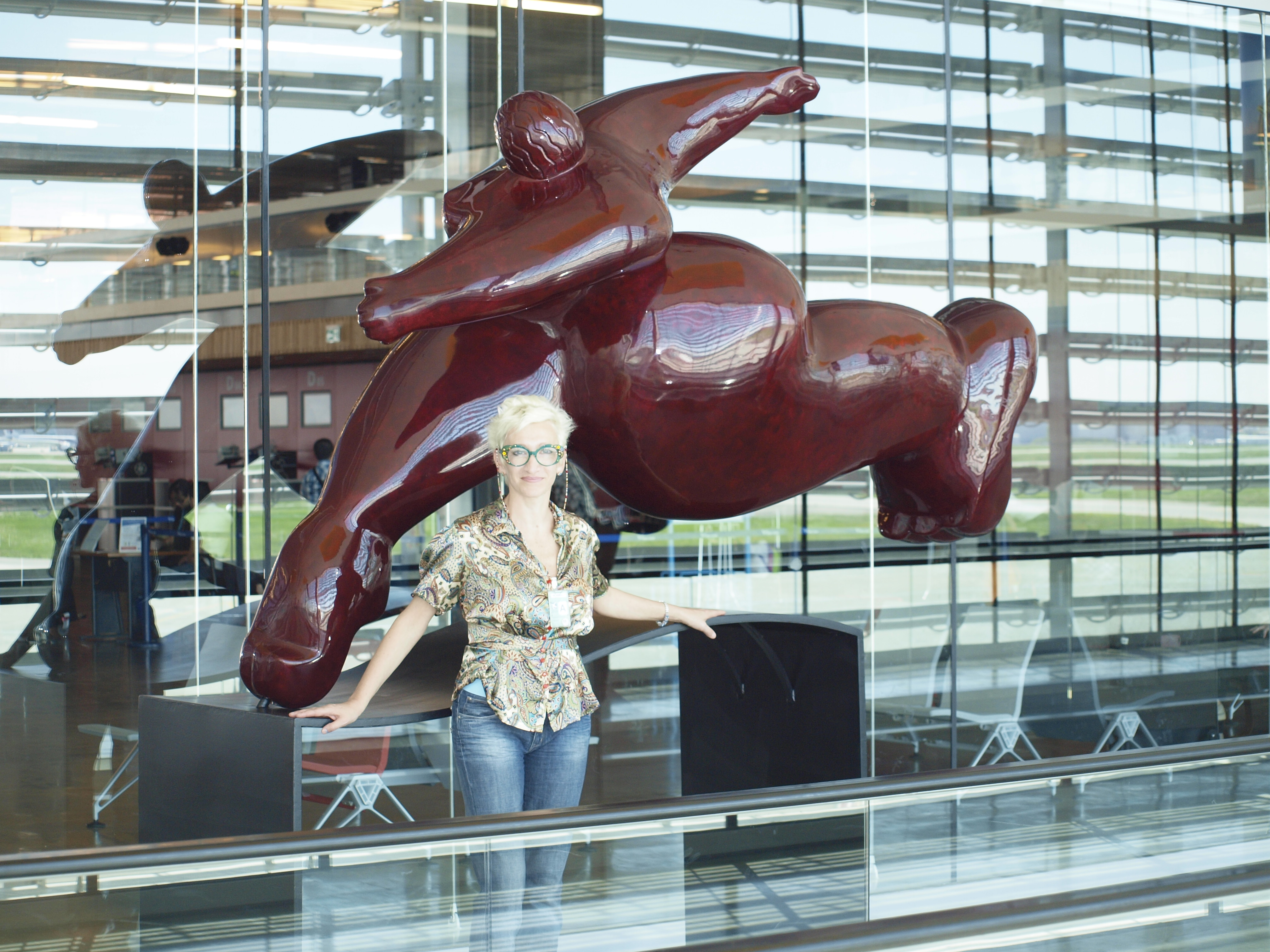
Aéroport de Toulouse-Blagnac.

- « J'essaie d'avoir une certaine dérision dans mon travail. L'humour est le moteur de mon existence. Ce que je recherche le plus, c'est de pouvoir saisir le mouvement qui concentre l'action que j'ai choisie. J'aime que ce mouvement soit exagéré comme si le geste ne suffisait pas. Je ne suis jamais à bout d'outrance. La sculpture doit être le résultat d'une énergie qui est capable de libérer une forme révélatrice et de dévoiler d'un coup le visible et l'invisible. » - Françoise Abraham[1]
- « Je sculpte la féminité au sens large. La difformité de mes corps représente le poids des choses. » - Françoise Abraham[2]

### Réception critique
- « Les disproportions que Françoise Abraham impose à ses personnages les propulsent vers le ciel, comme s'ils étaient aspirés par quelques courants ascendants. C'est toute une panoplie de figurines qui défilent devant nous dans une danse sensuelle et ininterrompue. Les femmes attachantes de Françoise Abraham courent, s'allongent, portent leurs enfants, font des courses dans des impulsions venant du cœur. Elles respirent le monde avec tendresse et humour, aspirent à s'échapper de la pesanteur et tentent de se libérer de l'attraction terrestre pour mieux atteindre leurs rêves. » - Patrice de La Perrière[34]
- « Contorsions et ruptures volumiques se superposent au service de la représentation d'un seul et unique corps. Celui-ci est au centre des préoccupations de l'artiste. Autrefois danseuse classique, elle connaît mieux que quiconque le pouvoir esthétique de l'équilibre du corps en mouvement, en particulier lorsqu'il associe force, sensualité et légèreté. En ce sens on peut dire que, plus encore que l'étude des volumes et de leurs mouvements, c'est cette symbiose qui est au cœur de la pratique sculpturale de Françoise Abraham. » - Thibaud Josset[5]

## Distinction
- Médaille de vermeil Arts-Sciences-Lettres, 2019.

## Œuvres conservées en espace public

### Chine
- First step, bronze, 400 cm, 2014, Hefei.
- Do it, Premier Pas et Swing, bronzes, 2012, Université Huáqiáo, Quanzhou.
- Fashion Lady, bronze, 500 × 700 cm, centre ville de Shenzhen[17].

### Corée du Sud
- Enjoy Lady, Cheongju.
- Dynamic Lady, bronze, 900 × 600 cm, Hyundai Amco (en), Séoul.

### France
- Aéroport de Bordeaux-Mérignac.
- Femme pressée, sculpture, 300 cm, aéroport de Toulouse-Blagnac.
- Mère et enfant, crèche Louise-de-Vilmorin, Verrières-le-Buisson.

## Annexes

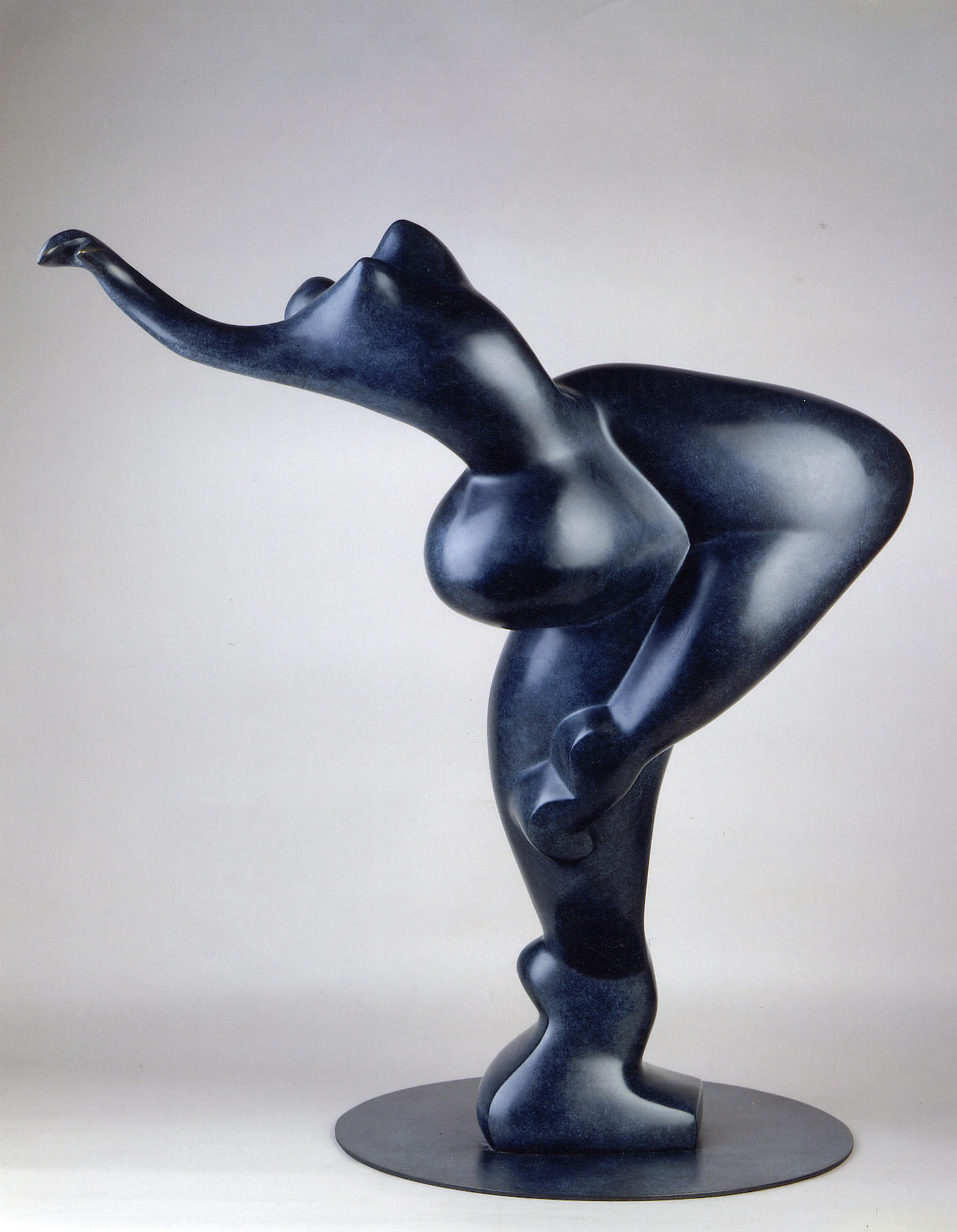
Décalage, bronze 93x70x32cm